# Stadion Wisłoki Dębica
Stadion Wisłoki Dębica – stadion sportowy w Dębicy, w Polsce. Został otwarty 22 lipca 1958 roku. Może pomieścić 2000 widzów. Na obiekcie swoje spotkania rozgrywają piłkarze klubu Wisłoka Dębica.
Budowa nowego stadionu Wisłoki Dębica rozpoczęła się w 1957 roku i była finansowana przez Zakłady Przemysłu Gumowego. Uroczyste otwarcie obiektu miało miejsce 22 lipca 1958 roku, w rocznicę manifestu lipcowego i przy okazji obchodów 50-lecia klubu. W latach 1972–1979 oraz 1991–1995 stadion gościł występy zespołu Wisłoki w II lidze. W latach 2022–2023 stadion przechodzi prace remontowe.